# Ledeča vas
Ledeča vas je naselje u slovenskoj Općini Šentjerneju. Ledeča vas se nalazi u pokrajini Dolenjskoj i statističkoj regiji Donjoposavskoj regiji. 

## Stanovništvo
Prema popisu stanovništva iz 2002. godine naselje je imalo 73 stanovnika.